# Alfred Frank

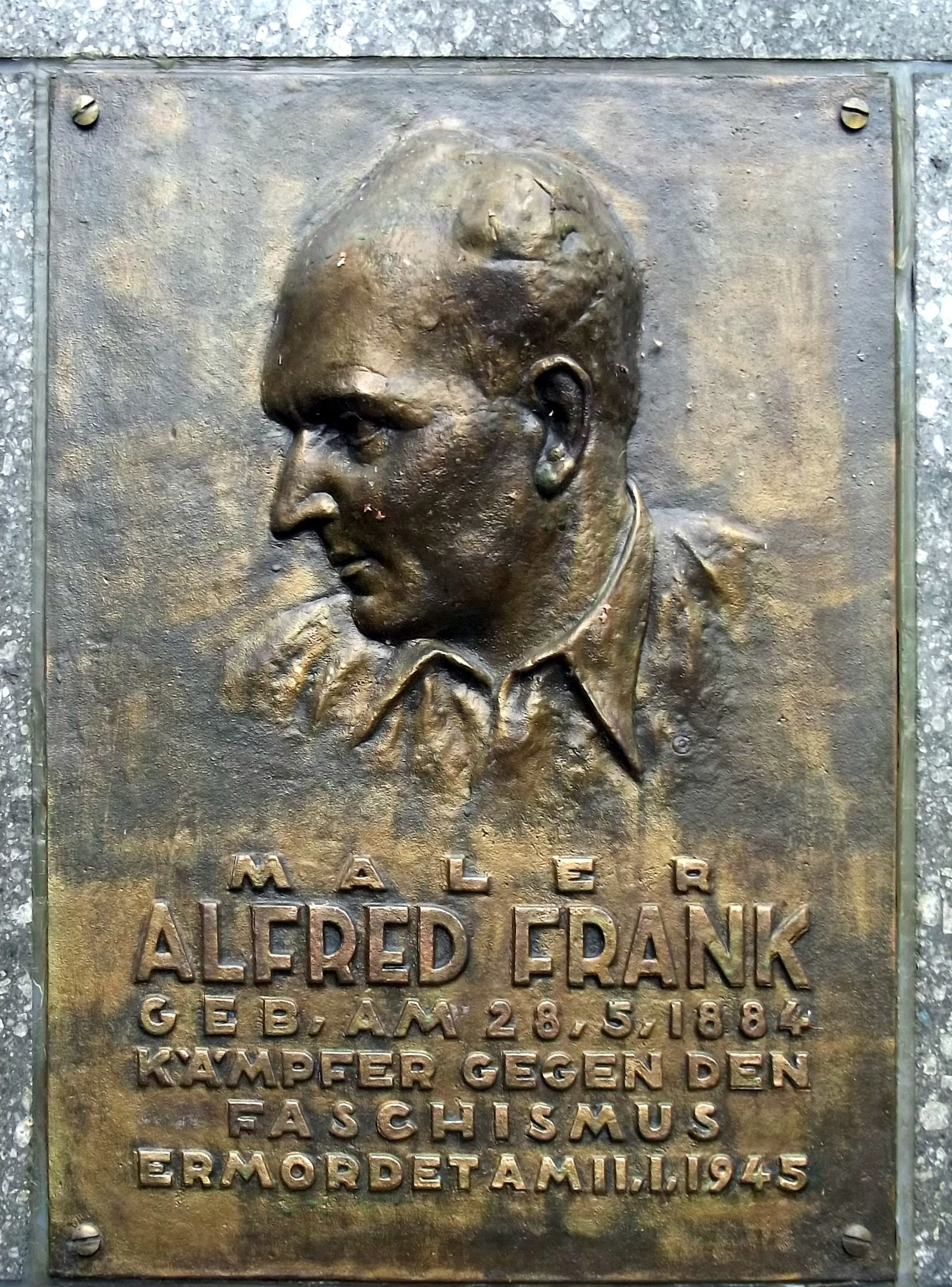
Tafel aus der DDR-Zeit zum Gedenken an Alfred Frank im Naherholungsgebiet Lübschützer Teiche, Machern bei Leipzig

Alfred Frank (* 28. Mai 1884 in Lahr in Baden; † 12. Januar 1945 in Dresden) war ein deutscher Maler, Grafiker und Kommunist.

## Leben
Alfred Frank war der Sohn des Gärtners Max Alfred Frank. Er absolvierte zunächst eine Lehre zum Lithografen und trat 1906 in Leipzig in die SPD ein. Von 1906 bis 1908 und von 1910 bis 1912 besuchte er die Abendschule der Königlichen Akademie für graphische Künste und Buchgewerbe und wurde Porträt- und Landschaftsmaler, beschäftigte sich aber auch mit Druckgrafik.
Nach der Rückkehr aus dem Ersten Weltkrieg trat er 1919 in die KPD ein, entwarf für die Partei ab 1923 Plakate und Transparente und arbeitete als Pressezeichner für die kommunistische Sächsische Arbeiter-Zeitung. Ab 1925 unterrichtete er an der Volkshochschule Leipzig. 1928 trat Frank der Assoziation revolutionärer bildender Künstler (ASSO) bei, deren Leipziger Vertreter er wurde. Von Frank entworfene politische Plakate wurden u. a. in der Sowjetunion 1924 in Moskau, Saratow und Leningrad auf der Ersten Allgemeinen Deutschen Kunstausstellung, 1926 auf der Ausstellung revolutionäre Kunst des Westens und 1932 auf der Ausstellung revolutionärer Kunst in den Ländern des Kapitalismus gezeigt. Ein Teil dieser Arbeiten erwarb das Moskauer damalige Museum der Oktoberrevolution, das mit über 400 Arbeiten eine der weltweit größten Frank-Sammlungen besitzt.
Als die Nationalsozialisten 1933 die Macht übernahmen wurde Frank von der Volkshochschule entlassen und bis zum Herbst in Schutzhaft genommen, dann 1934 zu einem Jahr Gefängnis verurteilt. 1935/36 gründete er zusammen mit anderen Intellektuellen, wie Margarete Blank, Wolfgang Heinze und Georg Sacke eine Widerstandsgruppe, die sich zu Beginn des Zweiten Weltkrieges der Schumann-Engert-Kresse-Gruppe um Georg Schumann, Otto Engert und Kurt Kresse anschloss.
Am 19. Juli 1944 wurde Alfred Frank erneut verhaftet, am 23. November vom Volksgerichtshof zum Tode verurteilt und am 12. Januar 1945 im Hof des Dresdner Landgerichts hingerichtet.

## Darstellung Franks in der Bildenden Kunst
- Walter Münze: Alfred Frank  (Tafelbild, Tempera und Öl; 1921; im Bestand des Museums der bildenden Künste Leipzig)[2]

## Ehrungen
Alfred Frank wohnte von 1914 bis zu seiner Verhaftung in der Schleußiger Quandtstraße 11 (seit 1946 Alfred-Frank-Straße). Eine Gedenktafel am illegalen Treffpunkt bei den Lübschützer Teichen erinnert an Frank, ebenso eine Gedenktafel am Wohnhaus in Leipzig. Nach Alfred Frank benannt ist ein Platz im Leipziger Ortsteil Reudnitz. Nach dem Antifaschisten benannt waren in DDR-Zeiten außerdem:
- ein Kulturhaus in Leipzig-Kleinzschocher
- die Alfred-Frank-Oberschule in Hohburg und in Grimma[4], eine Polytechnische Oberschule in Leipzig-Gohlis, sowie die Alfred-Frank-Schulen in Bad Düben, Rackwitz und in Leipzig
- eine Kaserne in Möckern
- das Artillerieregiment 3 der Nationalen Volksarmee im Standort Leipzig[5]

1954 und 1984 veranstaltete das Leipziger Museum der bildenden Künste Gedächtnisausstellungen.

## Postume Publikation von Werken Franks (mutmaßlich unvollständig)
- Alfred Frank. Zehn Radierungen. Verlag Volk und Buch, Leipzig, 1947
- Alfred Frank. 12 Radierungen (Drucke von den Originalstöcken von R. Rössler; Museum der bildenden Künste Leipzig, 1984)